# Alfred Maurice Picard

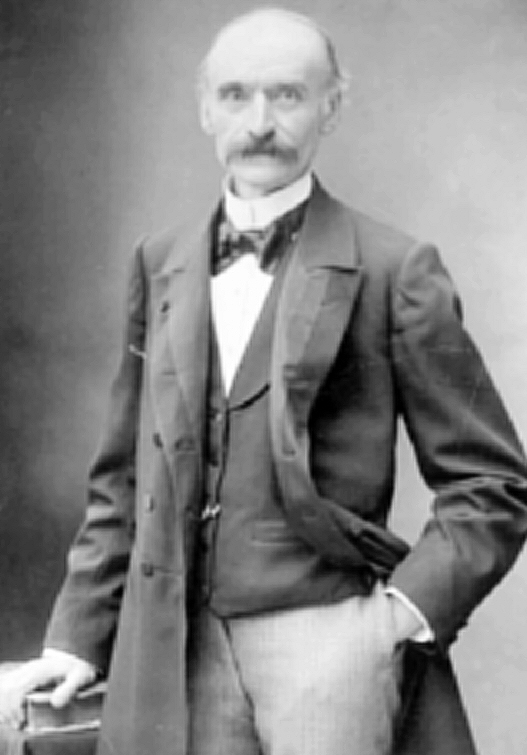
Alfred Maurice Picard um 1900

Alfred Maurice Picard (* 21. Dezember 1844 in Strasbourg; † 8. März 1913 in Paris) war ein französischer Ingenieur und Politiker.

## Leben
Er besuchte ab 1862 die École polytechnique und trat in das Amt für Brücken- und Straßenbau („ponts et chaussées“) ein. Während des Deutsch-Französischen Krieges leitete er 1870 die Arbeiten an den Verteidigungsbauten an der Grenze. Danach übte er verschiedene Tätigkeiten im „ministère des travaux publics“ (Bauministerium) aus.
Er war Generalberichterstatter beziehungsweise Generalkommissar der Pariser Weltausstellungen von 1889 und 1900. Im Kabinett von Georges Clemenceau wurde er 1908 Marineminister, sein Scheitern angesichts des Verfalls der Französischen Marine führte jedoch 1909 zu seinem und Clemenceaus Sturz. Stattdessen wurde Picard 1912 zum Vizepräsidenten des Conseil d’État ernannt.

## Werke
- Picard, Alfred Maurice: „Paris Exposition universelle, 1900“, Paris, 1902, Imprimerie nationale.
- Picard, Alfred Maurice: „Les chemins de fer, aperçu historique: résultats généraux de l'ouvreture des chemins de fer ...“1918, H. Dunod et E. Pinat.

## Auszeichnungen
- 1900: Großkreuz der Ehrenlegion[2]
- 1902: Mitglied der Académie des sciences